# Die Kleinbürgerhochzeit
Die Kleinbürgerhochzeit, ursprünglicher Titel: Die Hochzeit, ist ein Schauspiel (Einakter) von Bertolt Brecht aus dem Jahre 1919.
Brecht hat „Die Hochzeit“ als 21-jähriger Student verfasst. Er zeigt sich darin als Schüler von Karl Valentin; die Effekte des epischen Theaters klingen darin erst dezent an. Die Uraufführung der „Hochzeit“ fand am 11. Dezember 1926 am Schauspielhaus Frankfurt in einer Inszenierung von Melchior Vischer statt. Die Erweiterung des Titels in „Die Kleinbürgerhochzeit“ nahm Brecht erst später vor.

## Handlung
In dem von Bertolt Brecht verfassten Einakter „Die Kleinbürgerhochzeit“ wird die gespielte Idylle des Kleinbürgertums komödiantisch zur Schau gestellt.
Der Brautvater versucht immer wieder hartnäckig, unterschiedliche Anekdoten aus früherer Zeit zu erzählen. Die Braut erzählt den Gästen stolz vom selbstgemachten Mobiliar ihres Bräutigams, da sie nicht möchte, dass ihr Vater peinliche und unangebrachte Anekdoten kundtut.
Mehr und mehr Gäste verlassen die Hochzeit, da die gesamte Feier aus dem Ruder läuft. Das Hochzeitsessen wird ruiniert und das Mobiliar zerstört. Es beginnt mit einem abgebrochenen Tischbein, geht über ein zerstörtes Kanapee bis hin zu einem letztendlich zusammenkrachenden Bett, in dem sich das Ehepaar am Ende der Feierlichkeiten befindet.
Brecht baute in das Stück einen kurzen Dialog ein, in dem die Protagonisten abfällige Bemerkungen über sein eigenes Stück „Baal“ austauschen, offenbar mit der listigen Absicht, das Interesse des Publikums an seinem Drama zu wecken.
Die Hochzeit, die eigentlich der schönste Tag im Leben einer Braut sein sollte, wird zu einer Farce, bei der nicht nur sämtliche Möbel, sondern auch der gute Ruf des Brautpaares, besonders der der schwangeren Braut und die scheinbar heile Welt des Spießbürgertums zerstört werden.

## Aufführungen
Die Uraufführung des Stücks fand am 11. Dezember 1926 am Schauspiel Frankfurt statt, Regie: Melchior Vischer. Das Stück wurde erstmals nach dem Krieg am 7. November 1963 an den Städtischen Bühnen Heidelberg gespielt, die Regie führte Martin Ackermann. Im Jahr 2000 hatte in Berlin Die Kleinbürgerhochzeit in einer Inszenierung von Philip Tiedemann Premiere und stand bis November 2017 auf dem Spielplan des Berliner Ensemble. Ab Februar 2018 wird diese Inszenierung im Berliner Schlosspark Theater gespielt, ab dem 26. Januar 2023 im Wiener Theater Kammerspiele der Josefstadt.

## Verfilmung
Radio Bremen produzierte 1969 für das Fernsehen Die Kleinbürgerhochzeit. Regie führte Rainer Wolffhardt.

## Textausgaben
- Die Hochzeit und andere Einakter. Suhrkamp, Frankfurt am Main 2002, ISBN 3-518-12198-7.